# Friedrich von Öttingen
Friedrich von Öttingen (* um 1459; † 3. März 1490) war von 1485 bis 1490 der 54. Bischof von Passau.
Friedrich war ein Sohn des Grafen Wilhelm zu Öttingen († 1467) und dessen Gemahlin Beatrix della Scala. Er wurde am 2. Dezember 1485 zum Bischof von Passau ernannt und am 15. Februar 1486 als solcher bestätigt.